# Where Were You in the Morning?
«Where Were You in the Morning?» es una canción interpretada por el cantante canadiense Shawn Mendes. Compuesta por Geoff Warburton, Scott Harris y los productores Teddy Geiger y Mendes, fue lanzada por Island Records el 18 de mayo de 2018, como el cuarto sencillo del álbum de estudio autotitulado de Mendes, su tercera producción discográfica.

## Lanzamiento
Mendes presentó por primera vez la canción el 16 de mayo de 2018, revelando su video y fecha de lanzamiento en las redes sociales. Al día siguiente, el 17 de mayo de 2018, el cantante canadiense la interpretó en vivo por primera vez junto a John Mayer durante el evento One Night Only de Apple Music. Más tarde, el 21 de diciembre de 2018, Mendes lanzó una versión remezclada de la canción a cargo de Kaytranada.

## Composición
«Where Were You in the Morning?» es una fusión de pop y R&B con una producción "atmosférica", caracterizada por una "guitarra bluesy y soulful" y palmas. Además, se nota una influencia del estilo musical de John Mayer, ídolo de Mendes. Según Lars Brandle de Billboard, la canción narra "la melancólica historia de Mendes sobre una aventura de una noche que le dejó a la mañana siguiente sin siquiera despedirse".

## Créditos
Créditos adaptados de Tidal.
- Shawn Mendes – producción, voz, coros, guitarra
- Teddy Geiger – producción, teclado, coros, guitarra, programación
- Harry Burr – asistencia en mezcla
- Nate Mercereau – bajo, guitarra
- Scott Harris – guitarra
- Andrew Maury – mezcla

## Gráficos
| Lista (2018)                              | Mejor posición |
| ----------------------------------------- | -------------- |
| Australia (ARIA)                          | 67             |
| Austria (Ö3 Austria Top 40)               | 54             |
| Canadá (Canadian Hot 100)                 | 81             |
| República Checa (Singles Digitál Top 100) | 54             |
| Francia (SNEP)                            | 153            |
| Hungría (Single Top 40)                   | 9              |
| Irlanda (IRMA)                            | 79             |
| Países Bajos (Mega Single Top 100)        | 44             |
| Nueva Zelanda (RMNZ)                      | 6              |
| Portugal (AFP)                            | 50             |
| Escocia (Scottish Singles Sales Chart)    | 57             |
| Eslovaquia (Singles Digitál Top 100)      | 47             |
| Suecia (Sverigetopplistan)                | 93             |
| Suiza (Schweizer Hitparade)               | 71             |
| Reino Unido (UK Singles Chart)            | 91             |

## Certificaciones
| País      | Organismo certificador | Certificación | Ventas certificadas | Ref.   |
| --------- | ---------------------- | ------------- | ------------------- | ------ |
| Australia | ARIA                   | Oro           | 35 000              | [ 25 ] |
| Canadá    | Music Canada           | Oro           | 40 000              | [ 26 ] |